# Alejandro de la Sota Aburto
Alejandro de la Sota Aburto (Bilbao, 11 de mayo de 1891-ib., 26 de noviembre de 1965) fue un periodista español.

## Biografía
Fundó el periódico Excelsior. Durante la guerra civil española se exilió y no regresó hasta en 1944.

## Obra
- Divagaciones de un transeúnte, Bilbao, 1920.
- Divagaciones que nos trae el foot-ball, Bilbao, 1932.
- Algo sobre Adolfo Guiard. Viñetas bilbaínas, Bilbao 1952.
- Bilbao y los encantos del circo, Bilbao, 1955.
- Ángel Larroque y la escuela de retratistas ingleses, Bilbao, 1961.
- La “Belle  Époque” bilbaína 1917-1922, Bilbao, 1964.